# William J. Graves
William Jordan Graves (* 1805 in New Castle, Henry County, Kentucky; † 27. September 1848 in Louisville, Kentucky) war ein US-amerikanischer Politiker. Zwischen 1835 und 1841 vertrat er den Bundesstaat Kentucky im US-Repräsentantenhaus.

## Werdegang
William Graves erhielt eine gute Grundschulausbildung. Nach einem anschließenden Jurastudium und seiner Zulassung als Rechtsanwalt begann er in diesem Beruf zu arbeiten. Gleichzeitig schlug er eine politische Laufbahn ein. Graves stand in Opposition zu der Demokratischen Partei des amtierenden Präsidenten Andrew Jackson und wurde 1835 Mitglied der Whig Party. Im Jahr 1834 wurde er Abgeordneter im Repräsentantenhaus von Kentucky.
Bei den Kongresswahlen des Jahres 1834 wurde Graves im achten Wahlbezirk von Kentucky in das US-Repräsentantenhaus in Washington, D.C. gewählt, wo er am 4. März 1835 die Nachfolge des Demokraten Patrick H. Pope antrat, den er zuvor besiegt hatte. Nach zwei Wiederwahlen konnte er bis zum 3. März 1841 drei Legislaturperioden im Kongress absolvieren. Diese waren bis zum Ende der Präsidentschaft von Andrew Jackson noch durch den Streit um dessen Politik bestimmt. Dabei ging es in jenen Jahren vor allem um die Bankenpolitik.
Am 24. Februar 1838 kam es zu einem Pistolenduell zwischen William Graves und dem Kongressabgeordneten Jonathan Cilley aus Maine. Dabei wurde Cilley getötet. Graves wurde im Kongress für die Teilnahme an dem Duell getadelt, aber nicht ausgeschlossen. Das Duell führte zu einem im Februar 1839 erlassenen Gesetz, wonach es im Bundesbezirk um die Hauptstadt Washington verboten war, Duelle auszutragen. Im Jahr 1840 verzichtete William Graves auf eine erneute Kandidatur für das US-Repräsentantenhaus. 1843 wurde er noch einmal in das Repräsentantenhaus von Kentucky gewählt. Er starb am 27. September 1848 in Louisville.